# Maitland Ward

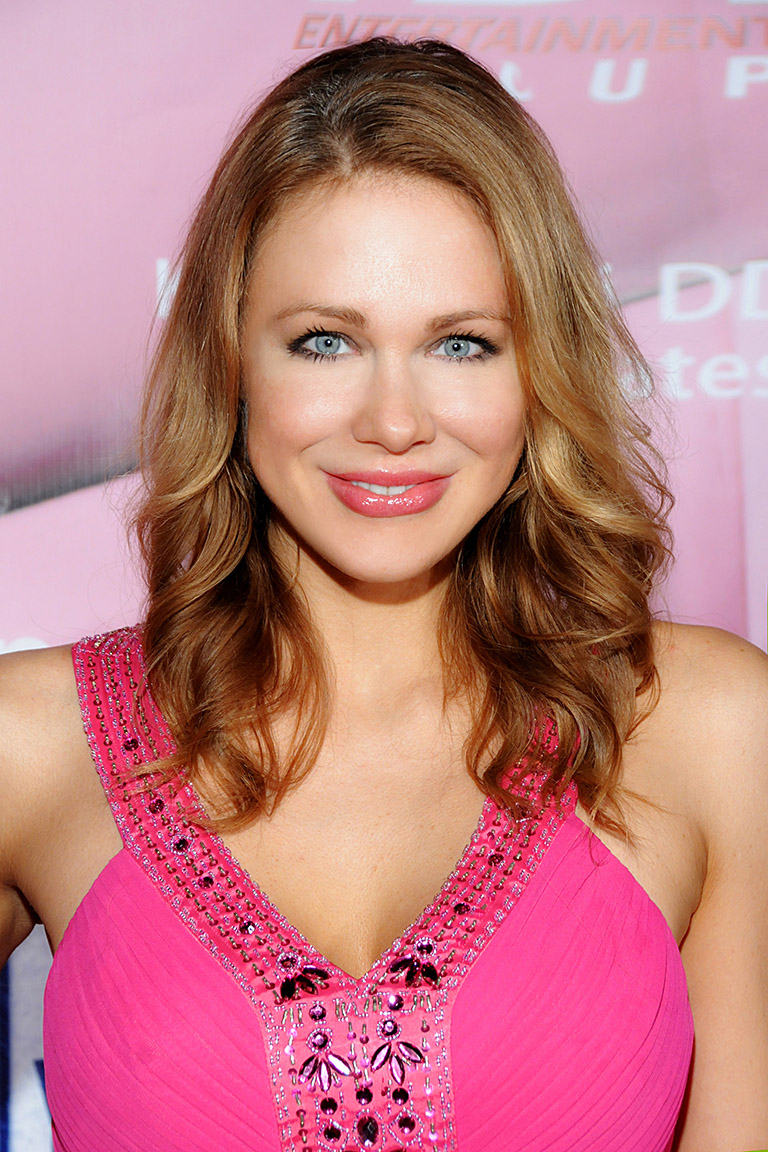
Maitland Ward (2014)

Maitland Ward (* 3. Februar 1977 in Long Beach, Kalifornien als Ashley Maitland Welkos) ist eine US-amerikanische Schauspielerin und Pornodarstellerin.

## Leben und Karriere
Ward debütierte in der Fernsehserie Reich und Schön, in der sie von 1994 bis 1996 die Rolle der Jessica Forrester verkörperte. In dieser Zeit war sie noch Schülerin einer High School. Für diese Rolle gewann sie 1995 den Young Artist Award und wurde für den Soap Opera Digest Award nominiert.
Ward studierte nach dem Abschluss der High School an der California State University, Long Beach und setzte gleichzeitig ihre Schauspielkarriere fort. Sie spielte im Fernsehthriller Das mörderische Klassenzimmer (1997) an der Seite von Scott Bairstow und Amy Jo Johnson. In der Komödie Dish Dogs (2000) spielte sie neben Sean Astin, Matthew Lillard und Brian Dennehy eine der größeren Rollen. In der Komödie White Chicks (2004) trat sie an der Seite von Marlon Wayans und Shawn Wayans auf.
Nach ihrer Karriere als Schauspielerin begann sie, an Cosplay-Veranstaltungen teilzunehmen und trat bei verschiedenen Comicmessen auf. Ihr erstes Cosplay war ein Outfit von Prinzessin Leia als Sklavin. Die Idee stammte von Fotografen, die sie bereits früher abgelichtet hatten. In den letzten Jahren folgten auch Auftritte bei Comicmessen, bei denen sie nur Körperfarbe trug.
Seit 2013 veröffentlicht sie mehrmals pro Woche Erotische Fotos von sich auf Snapchat und Instagram und erreicht auf beiden Websites eine große Zahl von Followern. Im April 2016 veröffentlichte sie Nacktaufnahmen mit Körperbemalung für Luciano Paesani für eine Ausstellung in Los Angeles mit dem Titel Living Art.
Seit 2019 dreht Maitland Ward Pornofilme.
Ward ist seit 2006 mit Terry Baxter verheiratet.

## Filmografie (Auswahl)

### Film und Fernsehen
- 1994–1996: Reich und Schön (The Bold And The Beautiful, Fernsehserie, 11 Episoden)
- 1997: Das mörderische Klassenzimmer (Killing Mr. Griffin)
- 1999: A Bold Affair
- 1998–2000: Das Leben und Ich (Boy Meets World, Fernsehserie, 45 Episoden)
- 2000: Dish Dogs
- 2004: White Chicks
- 2007: Rules of Engagement (Fernsehserie, eine Episode)

### Pornografie
- 2019: Drive
- 2019: Raw 38
- 2019: Lesbian Superstars
- 2019: Black and Red
- 2020: Poolside Affairs
- 2020–2021: Mistress Maitland 1 & 2
- 2020–2021: Muse 1 & 2
- 2020–2022: Stars 2, 4
- 2022: Poetics for Tramps
- 2022: Drift (2022)
- 2022: Beauty and Curve
- 2023–2024: Blacked Raw 62, 82
- 2023: My DP 6
- 2023: Coming of Age
- 2024: Experienced 1
- 2024: The Older Woman
- 2024: The Predatory Woman 2
- 2024: American MILF

## Auszeichnungen
XBIZ Awards
- 2020: Best Actress – Feature Movie[7]
- 2020: Crossover Star of the Year[7]
- 2020: Best Sex Scene – Feature Movie in Drive (zusammen mit Ivy Lebelle und Manuel Ferrara)[7]
- 2021: Best Acting – Lead (in „Muse“)[8]
- 2022: Performer of the Year[9]
- 2022: Best Acting – Lead (in „Muse 2“)[9]

XRCO Awards
- 2021: Best Actress[10]

AVN Awards
- 2020: Best Supporting Actress (in: Drive)[11]
- 2020: Favorite Camming Cosplayer (Fan’s Choice)[11]
- 2021: Best Leading Actress[12]
- 2023: Best Leading Actress[13]
- 2024: Best Actress – Featurette (in Casting Couch)[14]
- 2025: Best Actress – Featurette (in The Predatory Woman 2)[15]

NightMoves Award
- 2020: Best Actress (Editor’s Choice)

Fleshbot Awards
- 2020: Best Social Media Personality

XBIZ CAM Awards
- 2020: Best Premium Social Media Star — Female

AltPorn Awards
- 2020: Fan-Favorite Cosplay Cam (Maitland Ward)